# Чешуйчатые древолазы
Чешуйчатые древолазы (лат. Lepidocolaptes) — род птиц из семейства печниковых. Представители рода распространены в Мексике, Центральной и Южной Америке.

## Список видов
В состав рода включают 11 видов:
- Lepidocolaptes affinis (Lafresnaye, 1839) — Пятнистолобый чешуйчатый древолаз
- Lepidocolaptes albolineatus (Lafresnaye, 1846) — Белополосый чешуйчатый древолаз
- Lepidocolaptes angustirostris (Vieillot, 1818) — Узкоклювый чешуйчатый древолаз
- Lepidocolaptes duidae Zimmer, 1934
- Lepidocolaptes falcinellus (Cabanis et Heine, 1860)
- Lepidocolaptes fatimalimae Rodrigues, Aleixo, Whittaker & Naka, 2013
- Lepidocolaptes fuscicapillus (Pelzeln, 1868)
- Lepidocolaptes lacrymiger (Lafresnaye, 1849)
- Lepidocolaptes leucogaster (Swainson, 1827) — Белогорлый чешуйчатый древолаз
- Lepidocolaptes souleyetii (Lafresnaye, 1849) — Пестроголовый чешуйчатый древолаз
- Lepidocolaptes squamatus (Lichtenstein, 1822) — Белогрудый чешуйчатый древолаз

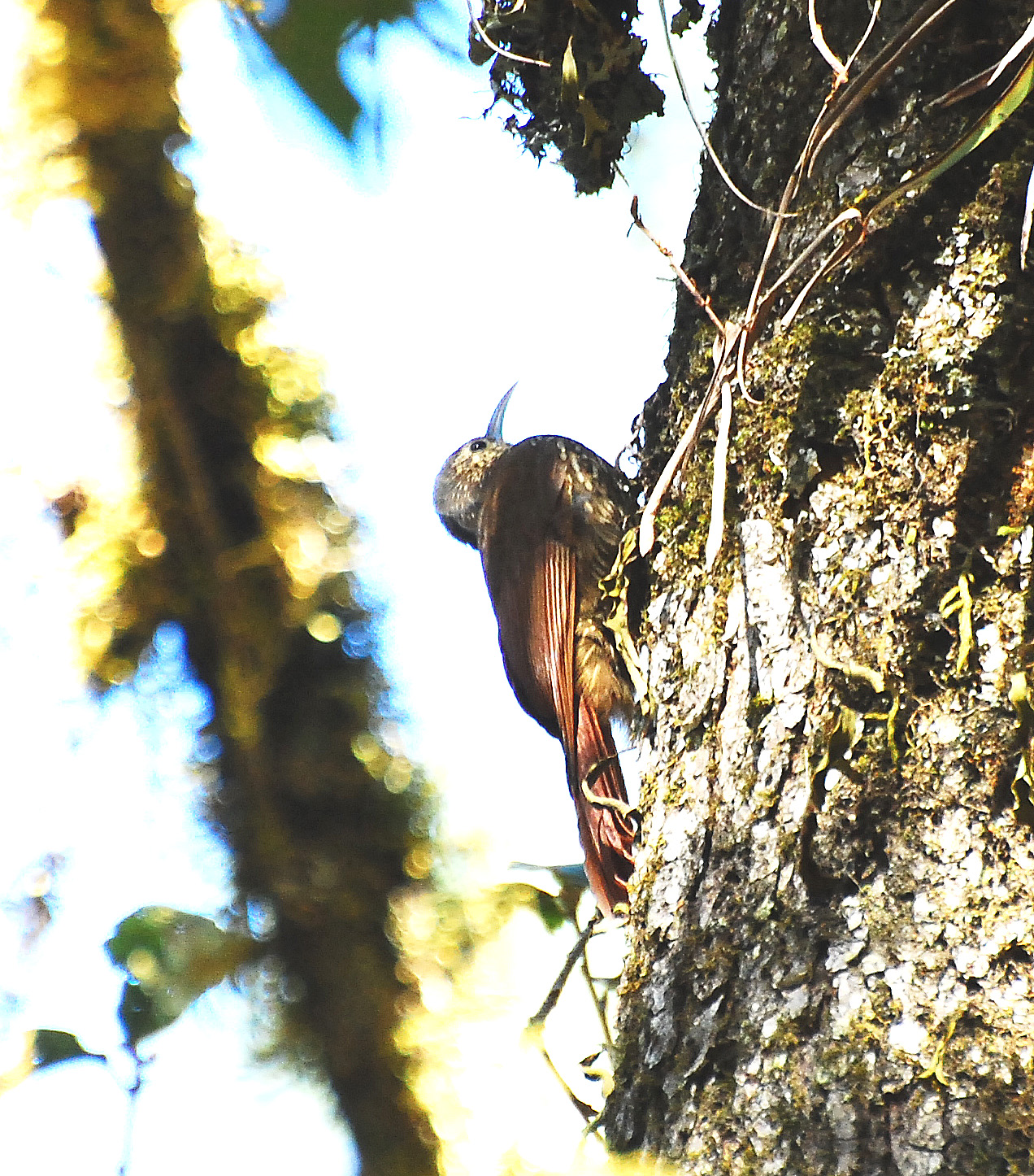
Пятнистолобый чешуйчатый древолаз
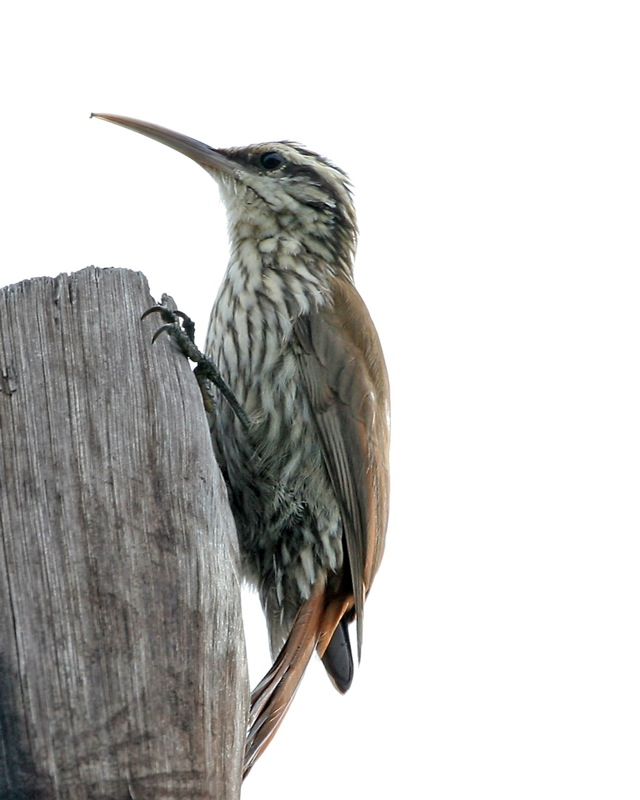
Узкоклювый чешуйчатый древолаз
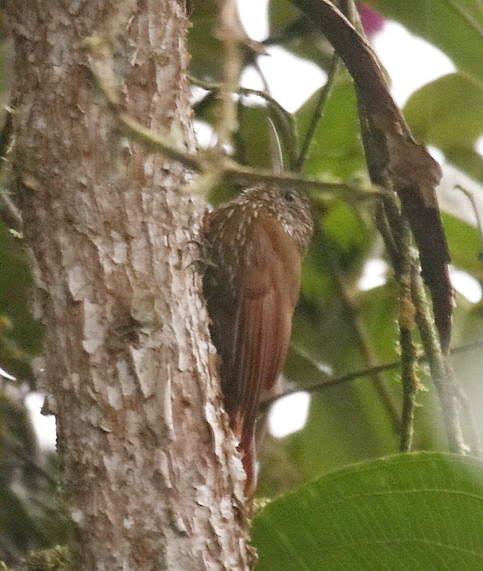
Lepidocolaptes lacrymiger
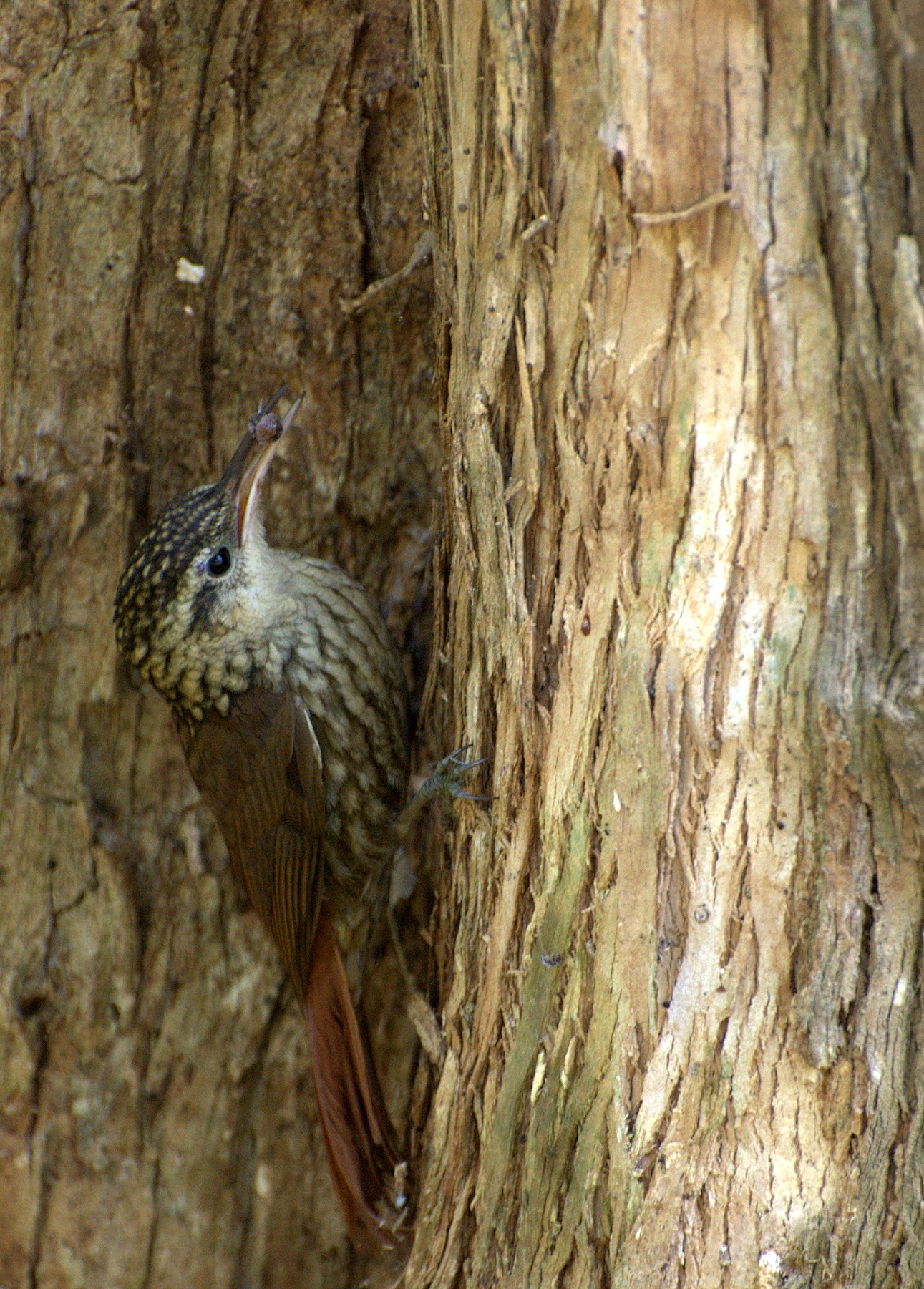
Lepidocolaptes falcinellus